# Robert D. Ballard
Robert Duane Ballard (* 30. červen 1942 Wichita) je důstojník amerického námořnictva a profesor oceánografie na univerzitě na Rhode Islandu. Je známý svou prací v oblasti podmořské archeologie, především zkoumáním lodních vraků. Jeho nejznámějšími objevy je vrak lodi Titanic v roce 1985, válečná loď Bismarck v 1989 a letadlová loď Yorktown v 1998. V roce 2002 objevil vrak torpédového člunu poručíka a budoucího prezidenta Johna F. Kennedyho PT-109. Také navštívil Biuku Gasu a Erona Kumana, kteří zachránili posádku tohoto člunu. Vedl expedice na lodi Nautilus, která je vybavena 4 dálkově ovládanými plavidly Hercules, Argus, Diana a Echo.

## Život
Je synem matky s německými a otce s britskými kořeny. Vyrůstal v San Diegu, v části Pacific Beach. Zájem o podmořský svět získal v mládí z knih Julese Verna, především z románu Dvacet tisíc mil pod mořem. Kromě vyrůstal při pobřeží Tichém oceánu. Zajímal se o expedice batyskafu Trieste, se kterým se Don Walsh a Jacques Piccard ponořili na dno Marianského příkopu. V roce 1965 promoval na Kalifornské univerzitě v Santa Barbaře, kde získal bakalářský titul z chemie a geologie. Téhož roku narukoval do armády prostřednictvím tréninkového programu armádních rezerv, díky čemuž získal hodnost důstojníka armádní rozvědky. V roce 1966 získal titul Mgr. z geofyziky na ústavu geofyziky Havajské univerzitě, kde cvičil sviňuchy a velryby. Následně se oženil a vrátil se do skupiny Andrease Rechnitzera do North American Aviation. Do roku 1967 pracoval na University of Southern California na doktorátu z mořské geologie. V tomto období však byl povolán do armády. Titul PhD. nakonec získal později z mořské geologie a geofyziky na University of Rhode Island.
Po ukončení aktivní služby v roce 1970, byl přesunut mimo službu do Námořních rezerv. Povolán byl pouze na povinné cvičení a speciální úkoly. Do výslužby odešel jako Commander (~ fregatní kapitán) v roce 1995 po dovršení zákonného limitu pro výkon služby.

## Námořní archeologie
Jeho práce v námořnictvu mu umožnila být při vývoji automatické ponorného plavidla bez posádky, které mělo být upevněno a ovládáno z mateřské lodě plující na hladině. Plavidlo bylo vybaveno světly, kamerami a ovládacími rameny. V 1977 vedl svou první expedici s touto miniponorkou.

### RMS Titanic
V 1982 požádal americké námořnictvo o financování pátrání po Titanicu s pomocí podmořského plavidla Argo-m. Námořnictvo se rozhodlo finančně tento projekt podpořit pouze pod podmínkou, že bude nejprve zjištěn osud jejich ztracených útočných ponorek s nukleárním pohonem, USS Scorpion a USS Tresher, potopených v 60. letech 20. století. Měl zjistit stav jejich nukleárních reaktorů poté, co byly po dlouhou dobu zaplaveny vodou a zda jejich radioaktivita má vliv na okolní prostředí. Jakmile byly tyto dvě mise úspěšné, americké námořnictvo mu poskytlo finanční zdroje a zbývající čas k pátrání po Titaniku.
Po svých misích při pátrání po ponorkách zastavila 22. srpna 1985 loď R / V Knorr na místě určení a vypustila miniponorku Argo. Ballard využil zkušenosti získané při pátrání po ponorkách. Již věděl, že v důsledku obrovského tlaku vody v mořských hlubinách ponorky implodovaly. Imploze rozházela tisíce kousků sutě po mořském dně. Sledování velké stopy suti z ponorky přivedlo jeho tým přímo k ponorkám. Titanic implodoval v důsledku tlaku vody stejně jako ponorky a Ballard předpokládal, že za sebou nechal také stopu z trosek a suti. S využitím těchto zkušeností prohledávali pomocí miniponorky podmořské dno dvě míle pod hladinou. Dne 1. září 1985, v časných ranních hodinách si všimli anomálie na jinak hladkém mořském dně. Nejprve bylo dno poseté malými krátery po impaktu. Po chvíli spatřili první trosky, později spatřili kotel a krátce na to i samotný trup Titanicu. Ballardův tým udělal celkový průzkum exteriéru lodi a jejího stavu. Nejpodstatnější bylo potvrzení, že Titanic se rozlomil na dvě části, a že zadní část byla v mnohem horším stavu než přední část. Ballardův tým neměl mnoho času na další průzkum, protože mateřská loď byla objednána na další vědeckou výpravu. Tým původně plánoval utajit přesnou polohu vraku, toto místo považoval za pohřebiště a odmítl jeho znesvěcení a vyzvedávání jeho částí. Dne 12. července 1986 se k vraku tým vrátil na palubě lodi Atlantis II, aby udělali svůj první detailní průzkum. Tentokrát měli s sebou Alvina, malé podmořské plavidlo, které mohlo mít i malou posádku. Alvin byl doprovázen Jasonem Juniorem, dálkově ovládaným plavidlem, které mohlo proniknout skrz malé otvory a prozkoumat interiér vraku. Přestože první ponor (trvalo asi dvě hodiny ponořit se až dolů) provázely technické problémy, následující ponory již byly mnohem úspěšnější a přinesly detailní fotografické zpracování vraku a jeho stavu.

### Bismarck
Bismarck byla jedna ze dvou bitevních lodí třídy Bismarck německého vojenského námořnictva Kriegsmarine.